# Sainte-Sophie-de-Lévrard
Sainte-Sophie-de-Lévrard es un municipio parroquial canadiense situado en la provincia de Quebec.

## Superficie
Sainte-Sophie-de-Lévrard tiene una superficie de 84,05 km².

## Demografía
En 2021, tenía 704 habitantes, una densidad poblacional de 8,4 hab./km², y 415 viviendas.